# Johai Ben-Nun

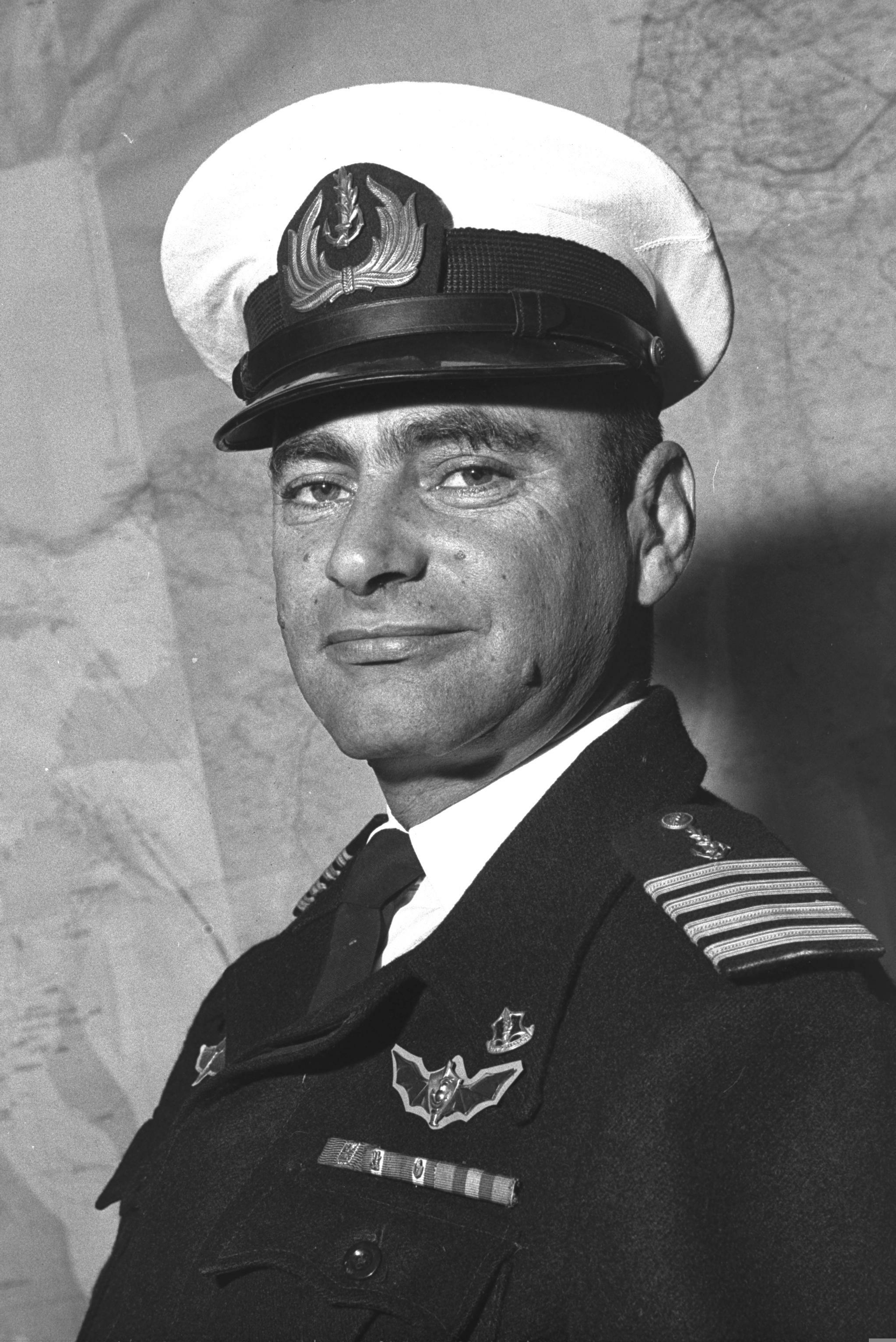
Johai Ben-Nun, 1960

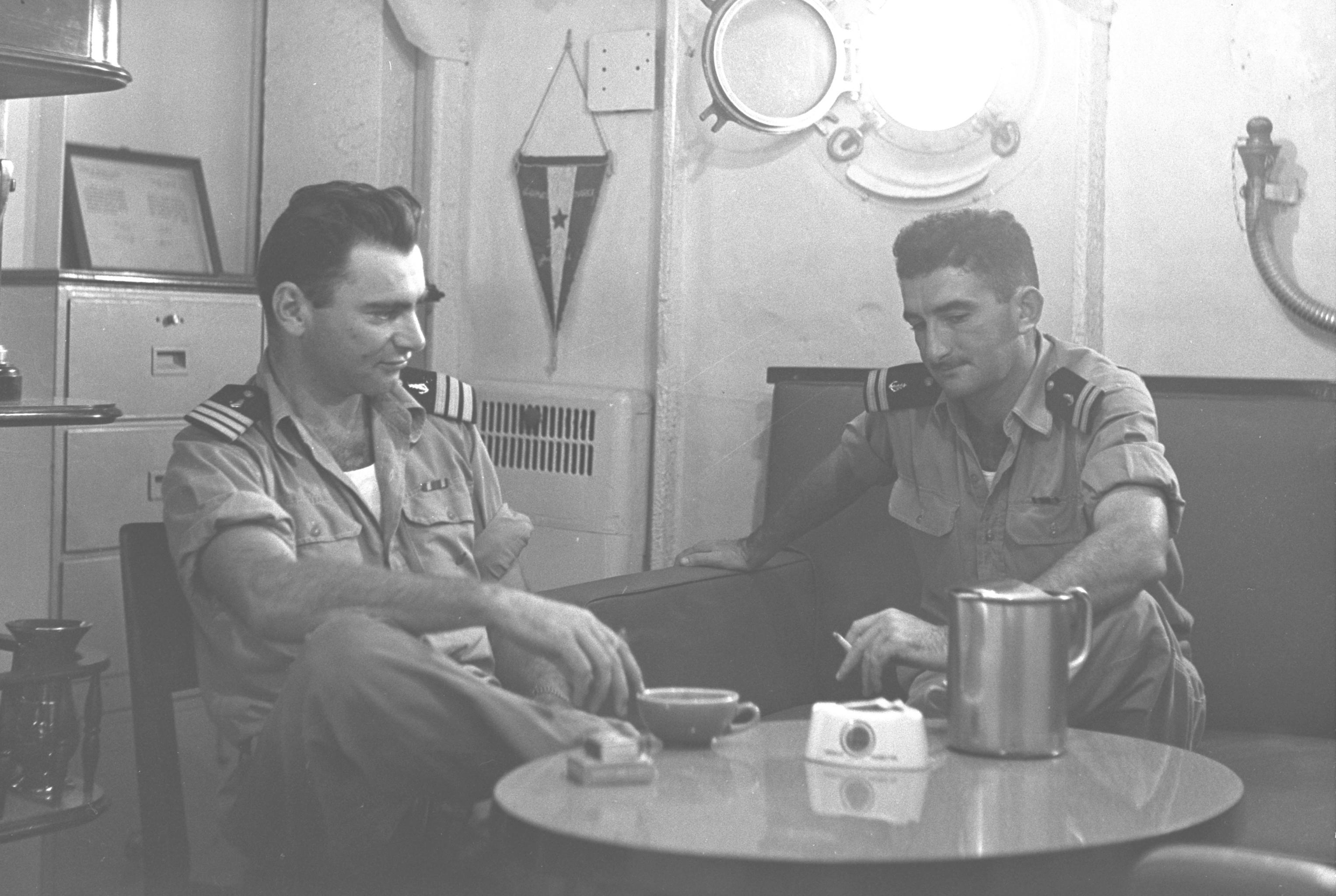
Ben-Nun (links) mit seinem stellvertretenden Offizier Meir Berka (1955)

Johai Ben-Nun (hebräisch יוחאי בן-נון; * 17. Dezember 1924 in Haifa; † 6. Juni 1994 in New York City) war ein israelischer Konteradmiral (Aluf) und von 1960 bis 1966 der sechste Befehlshaber der israelischen Marine.

## Leben
Johai Ben-Nun wurde in Haifa geboren; seine Eltern kamen mit der ersten Alija.
Im Jahr 1941 trat er der jüdischen paramilitärischen Organisation Palmach bei, wo er zum Gruppenführer aufstieg. 1944 schloss er sich dem Palyam an, der Marinegruppe des Palmach. In einer verdeckten Operation versenkte er 1945 zwei britische Schiffe der Royal Navy.
Beim Ausbruch des Israelischen Unabhängigkeitskrieges gründete Ben-Nun die Kampfschwimmereinheit Schajetet 13. Er befehligte die Streitkraft, die am 22. Oktober 1948 die Emir Faruk versenkte, ein Schiff der Ägyptischen Marine, innerhalb eines Marineeinsatzes der Operation Jo'av. Für den Einsatz erhielt er die Auszeichnung Held Israels sowie die israelische Tapferkeitsmedaille (Itur HaGvura).
Im Sinai-Krieg diente er als Kommandant der INS Yafo und war an der Erbeutung eines ägyptischen Zerstörers beteiligt. Nach dem Krieg befehligte er weiter die Schajetet 13.
Ben-Nun wurde 1960 zum Befehlshaber der Israelischen Marine ernannt. In dieser Position vergrößerte er die Flotte und erhöhte deren Angriffspotential. Obwohl er 1966 aus dem Dienst ausschied, beteiligte er sich während des Sechstagekriegs freiwillig an Marineoperationen sowie an Einsätzen in den Golanhöhen.
Neben seiner militärischen Karriere begründete er in Israel das halbamtliche Ozeanographische und Limnologische Institut, dessen Direktor er auch war.
Johai Ben-Nun starb 1994 in New York und wurde im Kibbuz Ma'agan Michael beigesetzt. In Haifa und Jerusalem wurden Straßen nach ihm benannt.